# Альбанус, Август
Август Альбанус (нем. Johann August Lebrecht Albanus; 1765—1839) — немецкий педагог и протестантский священнослужитель в Риге, также поэт и издатель.

## Биография
Родился 4 декабря 1765 года в Бойхе (ныне в составе города Брандис около Лейпцига) в семье священника. Изучал протестантскую теологию в Лейпцигском университете.
В 1779 году отправился в Лифляндскую губернию домашним учителем, в 1792 году был назначен директором Рижской Домской школы и в 1804 году — директором Рижской губернской гимназии. В этой должности он оставался до 1819 года. Кроме того, он был пастором при разных церквях в Риге и суперинтендентом евангелической консистории в Риге..
Был удостоен 5 июня 1815 года степени почётного доктора богословия Дерптским университетом. 
В сотрудничестве с генерал-суперинтендантом Зонтагом, старшими пасторами Бергманом и Граве и правоведом Брёкером Август Альбанус существенно способствовал пробуждению в среде лифляндцев интереса к поэзии, философии, медицине и к ближайшему изучению торговли, промышленности, сельского хозяйства, истории, географии и статистики Прибалтийского края.
Умер 2 (14) октября 1839 года в Риге.
Альбанус написал много статей педагогического содержания, речей, проповедей, издавал в 1816 году на русском языке журнал «Российское еженедельное издание в Риге»; на немецком языке его издания следующие: 1) «Livländische Schulblätter», Riga, 1813—1815, 8º; 2) «Rede zur Secularfeyer und zur Eröffnung des Dimissions-actes im Gouvernements-Gymnasium zu Riga am 5 Julius 1810»; 3) «Erneuerte Gesetzte für die Schüler der Domschule», Riga, 1794; 4) «Das neueste Jahrzehend der Domschule», Riga, 1803; 5) «Blatt zur Schulchronik von Riga, nebst einigen Bemerkungen und Wünschen an das Publicum», Riga, 1802.